# Firehouse, Engine Company 31
La Firehouse, Engine Company 31  es una estación de bomberos histórica ubicada en Nueva York, Nueva York. La Firehouse, Engine Company 31 se encuentra inscrita como un Hito Histórico Neoyorquino en la Comisión para la Preservación de Monumentos Históricos de Nueva York al igual que en el Registro Nacional de Lugares Históricos desde el 20 de enero de 1972.  Napoleón Le Brun & Sons diseñaron la Firehouse, Engine Company 31.

## Ubicación
La Firehouse, Engine Company 31 se encuentra dentro del condado de Nueva York en las coordenadas 40°43′02″N 74°00′05″O / 40.717222, -74.001389.